# La Maison du pêcheur
Pour les articles homonymes, voir La Maison du pêcheur (film).
La Maison du pêcheur était un établissement situé à Percé en Gaspésie au Québec, fondé par Jacques Beaulne et Paul Rose. Il s'agissait d'une forme d'auberge de jeunesse, où les touristes, surtout jeunes, pouvaient loger à peu de frais pendant l'été 1969. Le lieu était fréquenté par certains futurs acteurs felquistes de la crise d'Octobre, soit les Montréalais Paul Rose, son frère Jacques Rose et Francis Simard, et le Gaspésien Bernard Lortie, ce qui explique en partie la notoriété de l'établissement. 
Plume Latraverse, qui passait ses étés à Percé depuis quelques années, y allait à l'occasion. C'est à cette époque, qu'il forma, avec Pierre «Docteur» Landry et Pierrot Léger son groupe de musique La Sainte-Trinité. Aussi, c'est là que Bernard Lortie a rencontré les frères Rose. Rapidement, un conflit naîtra entre le groupe de jeunes de la Maison du pêcheur, la mairie de Percé et certains commerçants locaux, qui accusent ces jeunes de faire « fuir les touristes ». Le conseil municipal de Percé, pour sa part, adopte en juillet 1969 une résolution de fermeture de l'établissement, et expulse ceux qui y vivent.
Un manifeste du groupe de jeunes responsables du site sera produit. Le « Comité d'action de la Maison du pêcheur » y dénonce l'enlaidissement des sites de villégiature de la Gaspésie par les commerces, le trop peu d'investissements du gouvernement dans la région, l’américanisation de la Gaspésie et la difficulté pour les plus pauvres de profiter des sites touristiques de l'endroit. Le document se termine par un « Vive le Québec libre! ». Il fut remis au Musée de la Gaspésie par Paul Rose en septembre 2012.
Les frères Jacques Rose et Paul Rose, Francis Simard et Bernard Lortie fonderont quelque temps plus tard la Cellule Chénier du Front de libération du Québec. Cette cellule enlèvera en octobre 1970 le ministre québécois de l'Immigration, du Travail et de la Main-d’œuvre Pierre Laporte, pendant la Crise d'octobre. Un film de semi-fiction, La Maison du pêcheur, scénarisé par Jacques Bérubé (qui a aussi fait le travail de recherche historique) et Mario Bolduc et réalisé par Alain Chartrand sur l'histoire de ce lieu à l'été 1969, est sorti dans les salles en 2013. Aujourd'hui, la Maison du pêcheur est un restaurant. Son ancien propriétaire est l'ancien député libéral de Gaspé, Georges Mamelonet.